# Filmski festival
Filmski festival je jednodnevni ili višednevni, najčešće godišnji kulturni događaj u određenom mjestu ili području, na kojemu se prikazuju filmovi različitih žanrova i tematika te na kojima stručna prosudbena povjerenstva i gledateljstvo dodjeljuju filmske nagrade. Nije nužno da uključuje i financijsku donaciju. 

## Povijest
Kolijevkom filmskih festivala mogli bismo nazvati filmski festival u Veneciji, nastao 1932. godine kao dio Venecijanskog bijenalea (Biennale di Venezia)- najveće svjetske izložbe suvremene umjetnosti osnovane 1893. godine. Održava se između kolovoza i rujna.
Samo 14 godina poslije nastaje još jedan u trolistu vodećih svjetskih filmskih festivala, onaj u Cannesu, s jednako bogatim sadržajima i popratnim aktivnostima, ali s naglašenijim glamurom od Venecije. Od samih početaka čini se kao da canneski festival radi na tome da obiluje poznatim imenima.  Louis Lumière bio je prvi predsjednik festivala.  Festival se često obogaćuje novim filmskim sadržajima i nagradama, pritom postajući medijski sve primamljiviji i komercijalniji. Održava se u svibnju, a 2016. godine bit će održan 69. festival.
Festival u Berlinu, popularno nazivan Berlinale uslijedio je ubrzo nakon Cannesa. S vremenom postaje programski najveći ali i najposjećeniji filmski festival u svijetu koji je objedinio umjetnost, glamur i medijsku eksponiranost. Službeni program Berlinalea sastoji se od dva programa, Competition i Panorama, dok je najvažniji prateći program Forum, otvoren ponajviše novim autorima i inovativnim filmskim stremljenjima.
Kao popratni sadržaj ovog festivala vrlo je popularan Berlinale talent kamp s nizom predavanja i radionica u trajanju od tjedan dana gdje mladi filmaši dobivaju priliku za afirmacijom, te prima 350 polaznika svake godine. Berlinski filmski festival se održava u veljači, a 2016. bit će 66. festival.
Uz tri vodeća svjetska festivala (Berlin, Cannes, Venecija) svojim ugledom se izdvajaju i festivali u San Sebastianu, Karlovym Varyma, Locarnu, Londonu i Torontu.

## Vodeći svjetski filmski festivali
- Venecijanski filmski festival, Mostra Internazionale d'Arte Cinematografica (osnovan 1932.)

Nagrada: zlatni lav (Leone d'Oro), Coppa Volpi (najbolji glumac/glumica)
- Filmski festival u Cannesu, le Festival de Cannes (osnovan 1946.)

Nagrada: zlatna palma (Palme d'Or), Grand Prix (prvotna nagrada festivala)
- Berlinski filmski festival, Internationale Filmfestspiele Berlin (osnovan 1951.)

Nagrada: zlatni medvjed (Goldener Bär)

## Vodeći hrvatski filmski festivali
- Animafest, festival animiranog filma u Zagrebu
- Pulski filmski festival, festival hrvatskog filma, Zlatna Arena
- Motovun film festival, međunarodni filmski festival u Motovunu
- Zagreb film festival, međunarodni filmski festival u Zagrebu
- Festival mediteranskog filma Split u Splitu